# Gössenberg
Gössenberg ist ein Ortsteil, eine Katastralgemeinde und eine ehemalige Gemeinde mit zuletzt 317 Einwohnern (Stand 1. Jänner 2016) in der Steiermark. Gössenberg liegt im Ennstal in den Schladminger Tauern (Gerichtsbezirk Schladming). 2015 wurde die Gemeinde im Rahmen der steiermärkischen Gemeindestrukturreform mit der Gemeinde Aich zusammengeschlossen, die neue Gemeinde führt den Namen Aich weiter.

## Geographie
Gössenberg liegt in der Expositur Gröbming im Bezirk Liezen im österreichischen Bundesland Steiermark. Es bestand schon vor 2015 eine Verwaltungsgemeinschaft mit der Gemeinde Aich.
Im Gebiet von Gössenberg liegen der Steirische Bodensee, der Hüttensee und der Obersee.

### Gliederung
Die einzige Katastralgemeinde Gössenberg umfasst folgende drei Ortschaften (Einwohner Stand 1. Jänner 2015)
- Auberg (61)
- Gössenberg (133)
- Petersberg (123)

## Geschichte
Die Aufhebung der Grundherrschaften erfolgte 1848. Die Ortsgemeinde Gössenberg als autonome Körperschaft entstand 1850. Nach der Annexion Österreichs 1938 kam die Gemeinde zum Reichsgau Steiermark, 1945 bis 1955 war sie Teil der britischen Besatzungszone in Österreich.